# Espérame en el infierno
Bliss (en inglés: "Dicha"; Espérame en el infierno en Hispanoamérica) es una película australiana de comedia dramática surrealista de 1985 coescrita y dirigida por Ray Lawrence, en su primer largometraje. Está basada en el libro homónimo de Peter Carey.

## Sinopsis
Harry Joy, un ejecutivo del mundo de la publicidad, atraviesa una experiencia cercana a la muerte durante un ataque al corazón. Tras ello, descubre la oscura versión del mundo en el que él vive: su mujer le engaña, su hija compra drogas duras a través de su hijo, su último cliente distribuye productos cancerígenos. Ante el asombro de todo el mundo, él tratará de mantenerse moralmente correcto. Tratando de luchar por su cordura, huirá con una ex prostituta.

## Reparto
| Actor          | Personaje     |
| -------------- | ------------- |
| Barry Otto     | Harry Joy     |
| Lynette Curran | Bettina Joy   |
| Helen Jones    | Honey Barbara |
| Miles Buchanan | David Joy     |
| Gia Carides    | Lucy Joy      |
| Tim Robertson  | Alex Duval    |
| Jeff Truman    | Joel          |
| Bryan Marshall | Adrian Clunes |
| Jon Ewing      | Aldo          |
| Kerry Walker   | Alice Dalton  |
| Paul Chubb     | Rev Des       |
| Saskia Post    | Hija de Harry |
| George Whaley  | Vance         |
| Robert Menzies | Damien        |

## Premios
Australian Film Institute
- Mejor Película (Ganador)
- Mejor Director (Ganador)
- Mejor Guion Adaptado (Ganador)

Festival de Cannes
- Palme d'Or (Nominado)